# Traverde
Traverde è una frazione del comune di Pontremoli, in Toscana.

## Il paese
Il piccolo borgo è situato poco dopo l'inizio della strada provinciale del Bratello e prima di Grondola nella Valle del Verde in Lunigiana.

## Monumenti e luoghi d'interesse

### Chiesa
Gli unici segni che rimangono nel paese sono i resti delle mura perimetrali della vecchia chiesa dedicata San Giacomo ed a San Filippo, di stile lombardo del XII secolo che corrispondono, a tutt'oggi, al perimetro del cimitero.

### Oratorio
Al lato orientale della chiesa, troviamo l’Oratorio di Santa Maria Bianca contenente, nella sua ala orientale, affreschi quattrocenteschi di scuola lombarda; il resto dello stabile è usato per accogliere scout e giovani a scopo ricreativo.

## Festività e cultura
- San Giacomo e San Filippo
- Madonna delle Grazie
- Santa Maria Bianca